# Abdallah Marrasch

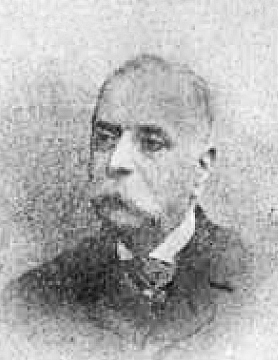
Abdallah Marrasch

Abdallah bin Fathallah bin Nasrallah Marrasch (arabisch عبد الله بنت فتح الله بن نصر الله مرّاش, DMG ʿAbd allāh b. Fatḥ Allāh b. Naṣr Allāh Marrāš; geboren am 14. Mai 1839 in Aleppo; gestorben am 17. Januar 1900 in Marseille) war ein syrischer Schriftsteller zur Zeit der Nahda, der arabischen Renaissance.

## Leben
Abdallah Marrasch wurde 1839 in Aleppo (Osmanisches Syrien) geboren, in eine alte und angesehene melkitischen Familie, die für ihre literarischen Interessen bekannt war. Sein Vater, Fathallah Marrasch, hatte eine riesige private Bibliothek aufgebaut, die ihn bei Erziehung seiner drei Kinder Fransis, Abdallah und Marjana (alle drei wurden Schriftsteller) unterstützte.
1879 gründet Abdallah Marrasch Misr al-Qahirah mit Adib Ishaq. Er war Mitglied der Société asiatique.